# 1834
| 1834                        |
| --------------------------- |
| Dødsfald - Fødsler          |
| • Begivenheder • Litteratur |

| Gregoriansk kalender | 1834 MDCCCXXXIV         |
| Ab urbe condita      | 2587                    |
| Armensk kalender     | 1283 ԹՎ ՌՄՁԳ            |
| Kinesiske kalender   | 4530 – 4531 癸巳 – 甲午 |
| Etiopisk kalender    | 1826 – 1827             |
| Jødisk kalender      | 5594 – 5595             |
| Hindukalendere       |                         |
| - Vikram Samvat      | 1889 – 1890             |
| - Shaka Samvat       | 1756 – 1757             |
| - Kali Yuga          | 4935 – 4936             |
| Iransk kalender      | 1212 – 1213             |
| Islamisk kalender    | 1250 – 1251             |

Konge i Danmark: Frederik 6. 1808-1839
Se også 1834 (tal)

## Begivenheder

### Februar
- 18. februar – Folketælling i Kongeriget Danmark samt på Grønland og Færøerne

### Maj
- 15. maj - Den endelige anordning om de rådgivende provinsialstænderforsamlinger indførtes

### August
- 1. august – Alle slaver i det Britiske Imperium bliver ved lov frigivet

### Oktober
- 16. oktober – I London raserer en brand Palace of Westminster

### Udateret
- Ugebladet Fædrelandet udkommer første gang med C.N. David som redaktør.
- Tjenestekarlen Niels Larsen Pedersen, også kendt som Niels Arent, henrettes som den sidste på Langeland.
- Fabrikken C.F. Rich & Sønner, en Kaffeerstatningsfabrik, grundlægges.
- Vester mølle ved Søby på Ærø, en hollandsk vindmølle, bliver opført som erstatning for to stubmøller.
- Hillerød hjemsøges af en stor bybrand.
- I Danmark bliver der indført flagforbud for almindelige borgere. Først i 1854 får de ret til at hejse Dannebrog.
- Den oprindelige bygning på Frederiksborg Gymnasium brænder, en ny opførtes 1836.
- I Danmark udstedes pengesedler på 50 Rigsbankdaler

- I Strendur, en bygd på Eysturoy på Færøerne, opføres en traditionel færøsk trækirke.
- Lopra, en bygd på Færøernes sydligste ø Suðuroy, grundlægges.

- Mejetærskeren patenteres af Hiram Moore, og Cyrus McCormick får patent på slåmaskinen.
- Harrods, et berømt stormagasin i London, grundlægges.
- En amerikansk borger ved navn Abraham Lincoln opstiller til statens lovgivende forsamling, og bliver valgt.
- Kijevs universitet grundlægges.
- William IV bliver beskytter af The Royal and Ancient Golf Club of St Andrews, og klubben får derved sit nuværende navn.

## Født
- 2. januar – Karl Friedrich Louis Dobermann, skatteopkræver og hundefanger. Han skabte hunden dobermann, som er opkaldt efter ham.
- 16. februar – Ernst Haeckel – tysk biolog og filosof.
- 17. marts – Gottlieb Daimler (død 6. marts 1900), tysk ingeniør, konstruerede de første personbiler (sammen med Carl Friedrich Benz).
- 25. marts – Louise Winteler – skolebestyrerinde. Opretter Sct. Knuds Gymnasium i Odense-bydelen Hunderup.
- 19. juli – Edgar Degas fransk billedkunstner (død 1917).
- 10. oktober – Alexis Kivi, finsk forfatter (Syv brødre).
- Julius Strandberg (død 3. februar 1903), dansk forlægger og visedigter. Grundlagde 1861 sit eget forlag, Julius Strandbergs Forlag.

## Dødsfald
- 17. januar - Giovanni Aldini,  italiensk videnskabsmand (født 1762).
- 4. september - Biskop for Sjællands stift, Peter Erasmus Müller født 1776. Efterfølges af Jacob Peter Mynster

## Videnskab
- Johann Heinrich von Mädler, en tysk astronom, observerer og navngiver adskillige månekratere.
- Idealgasligning formuleres af Benoît Paul Émile Clapeyron.
- Heinrich Lenz formulerer sin lov omkring elektromagnetisk induktion.